# 속초 노학동 삼층석탑
속초 노학동 삼층석탑(束草 蘆鶴洞 三層石塔)은 대한민국 강원특별자치도 속초시 노학동에 있는, 고려 시대의 삼층석탑이다. 강원특별자치도 문화재자료 제127호로 지정되어 있다.

## 사진

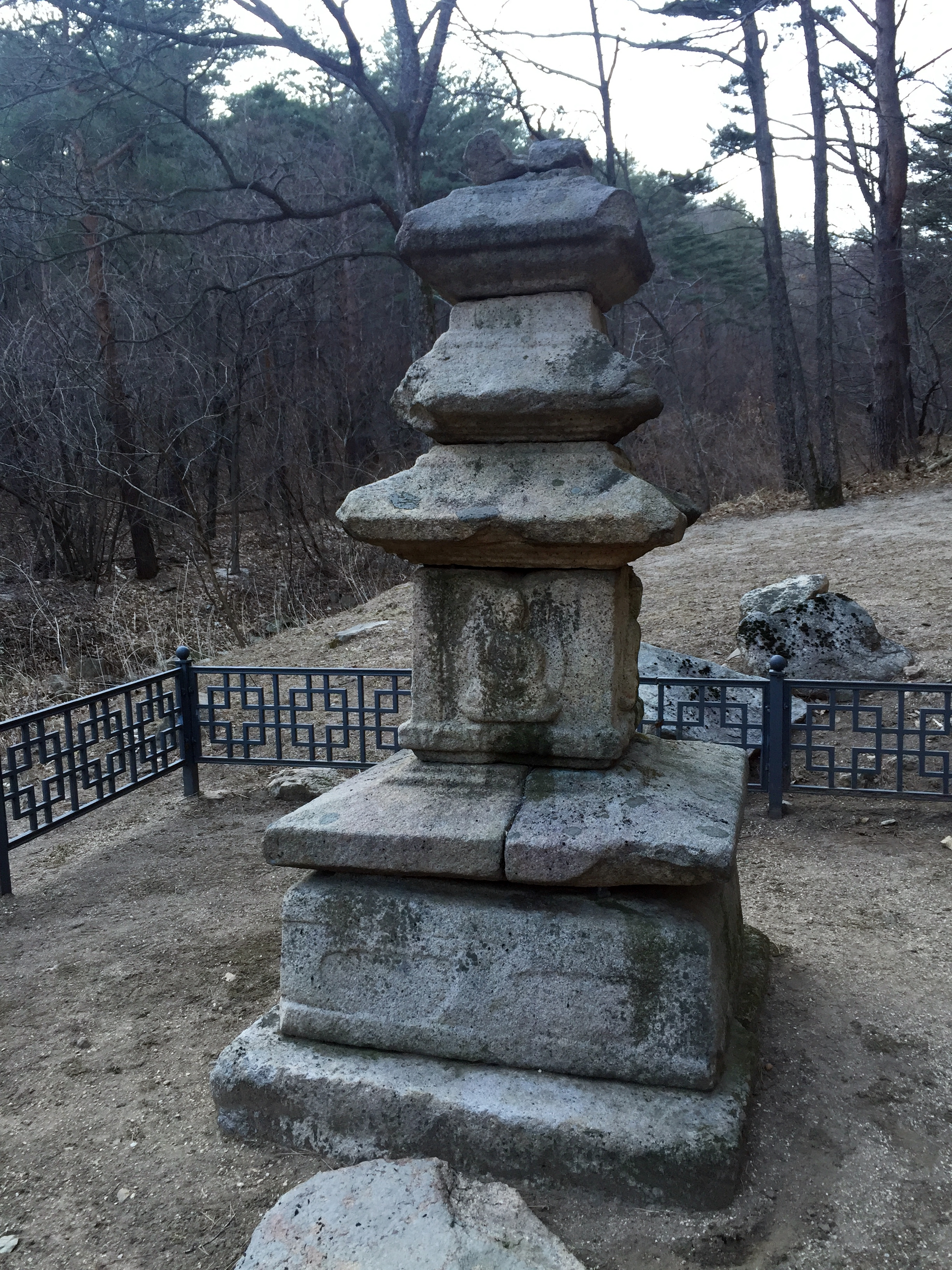
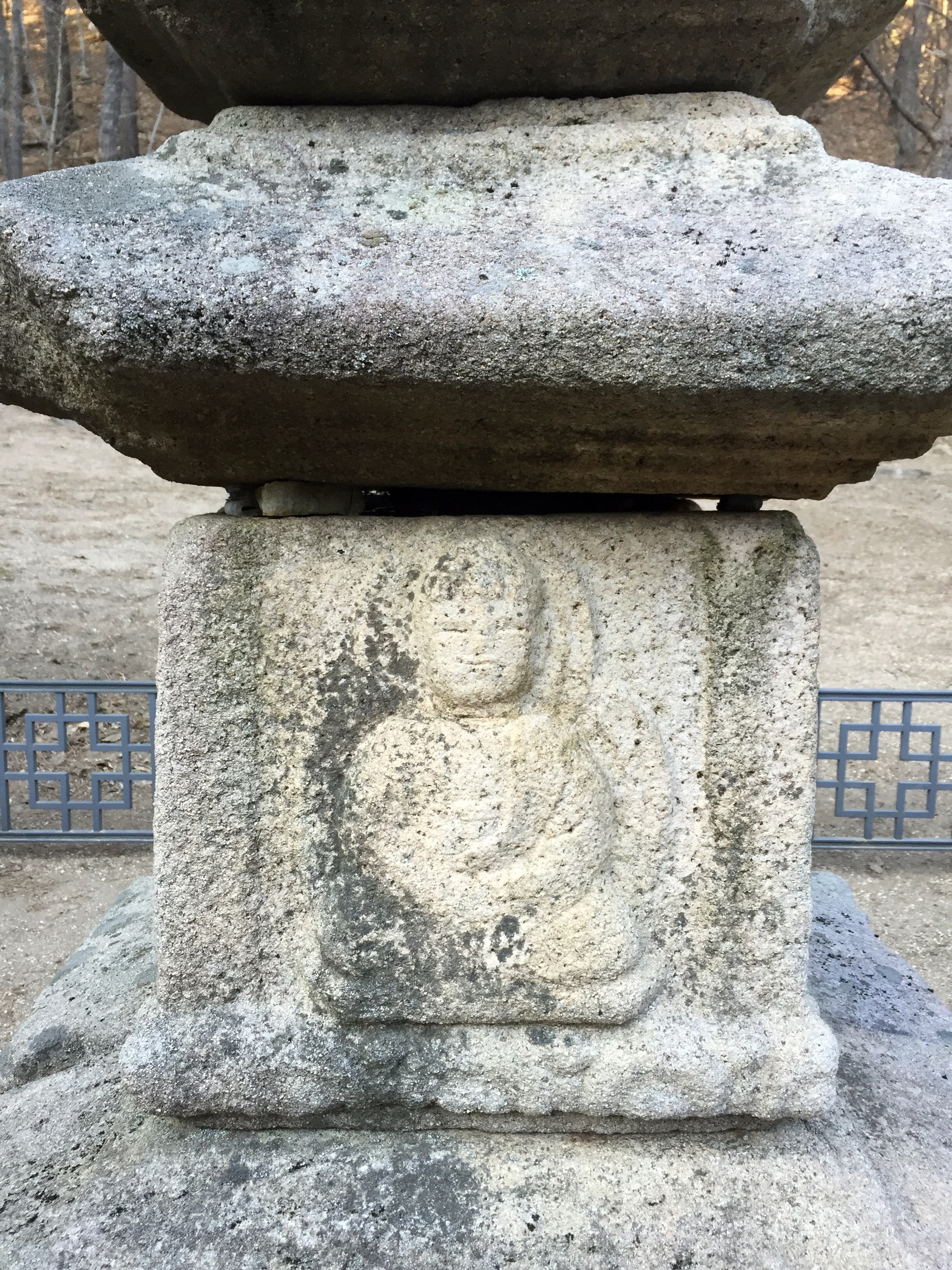
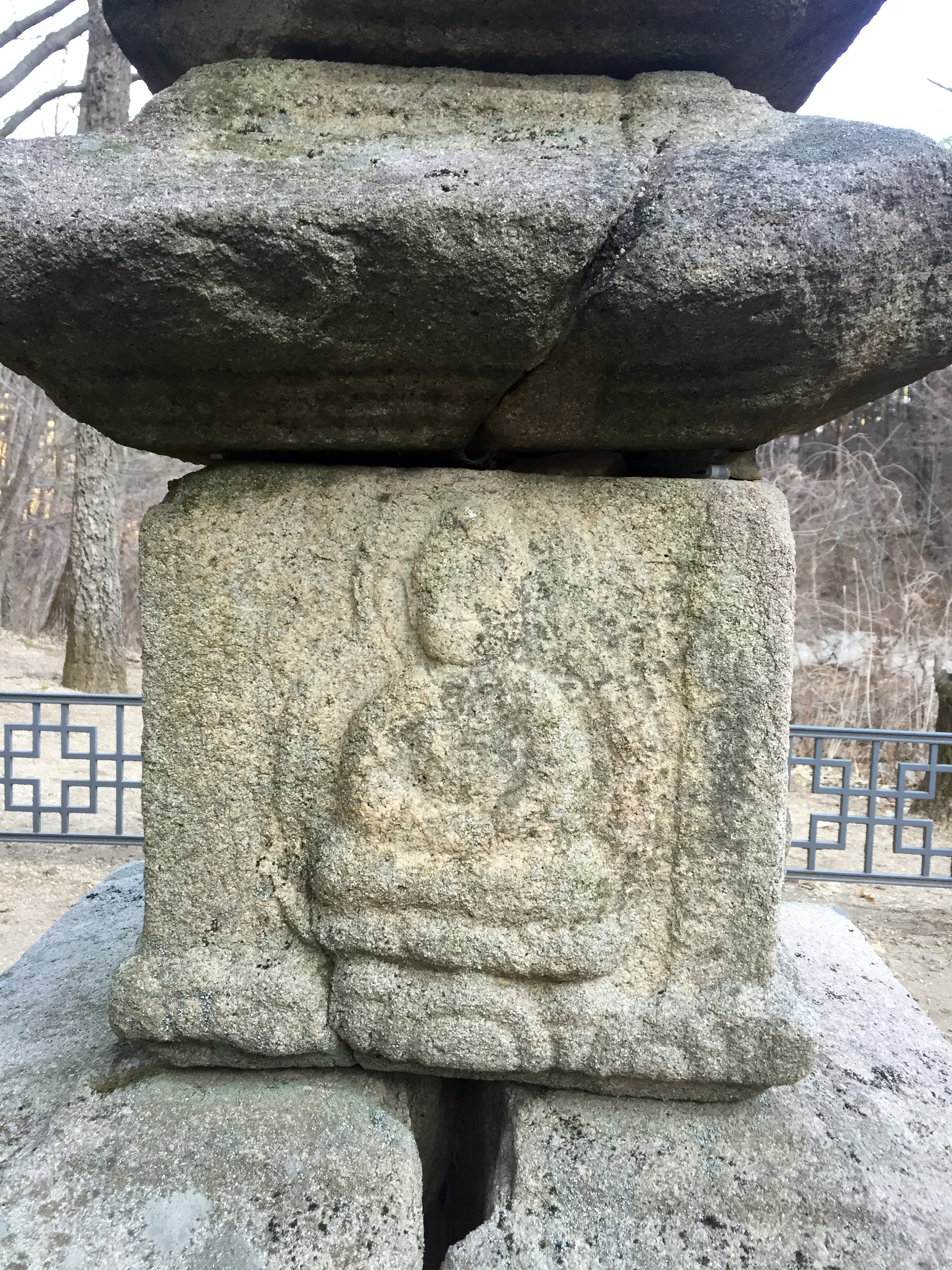
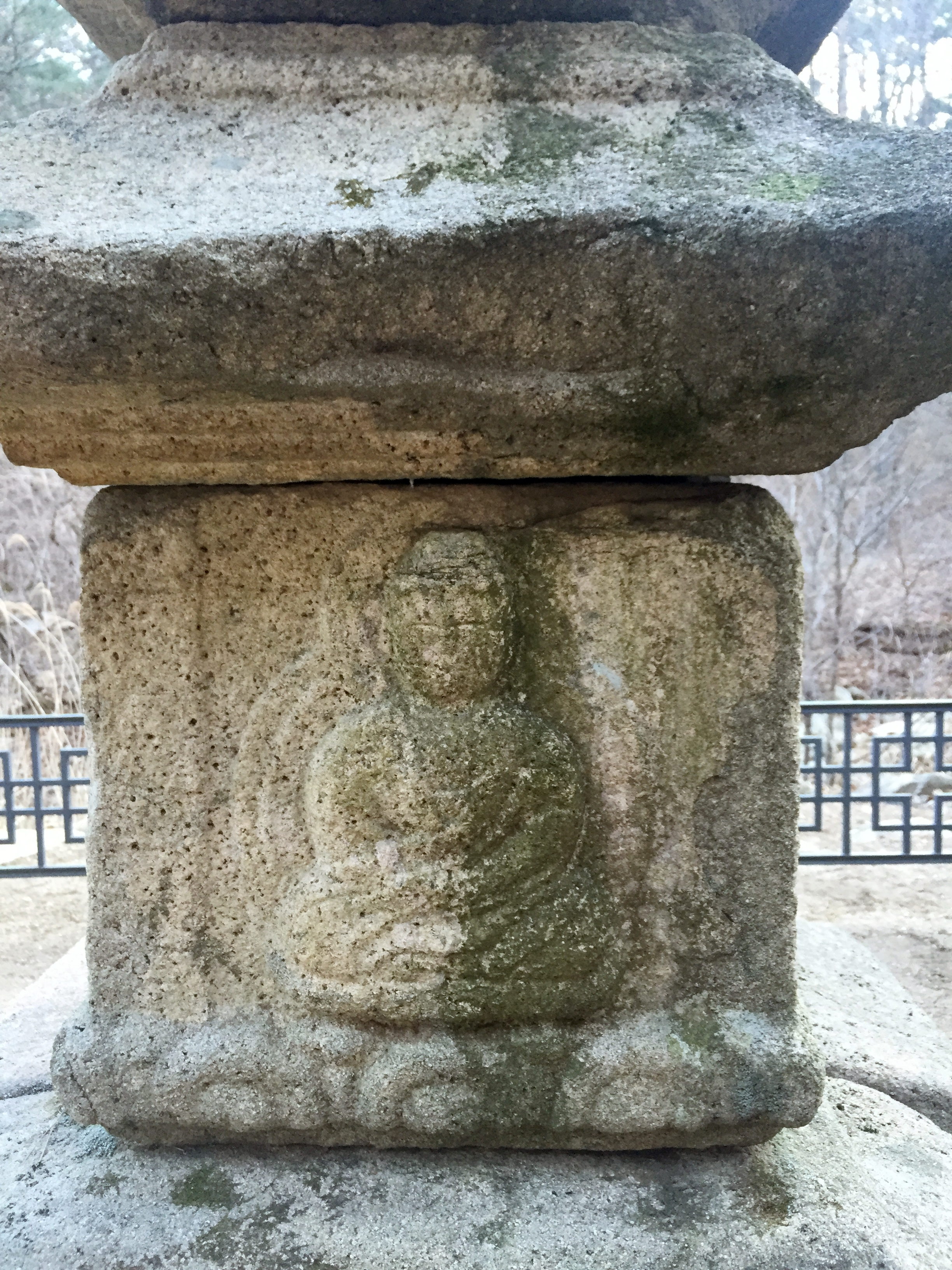
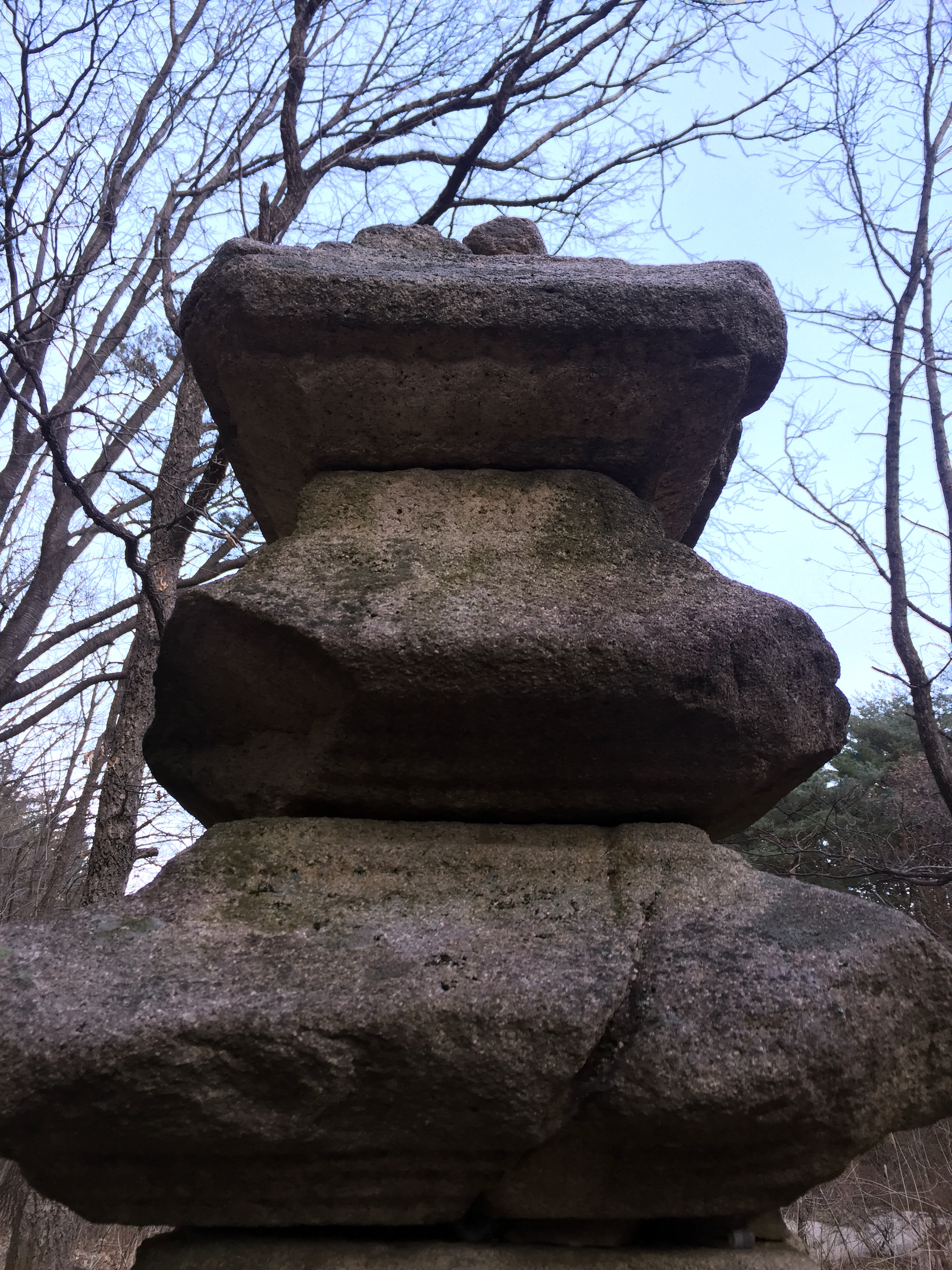
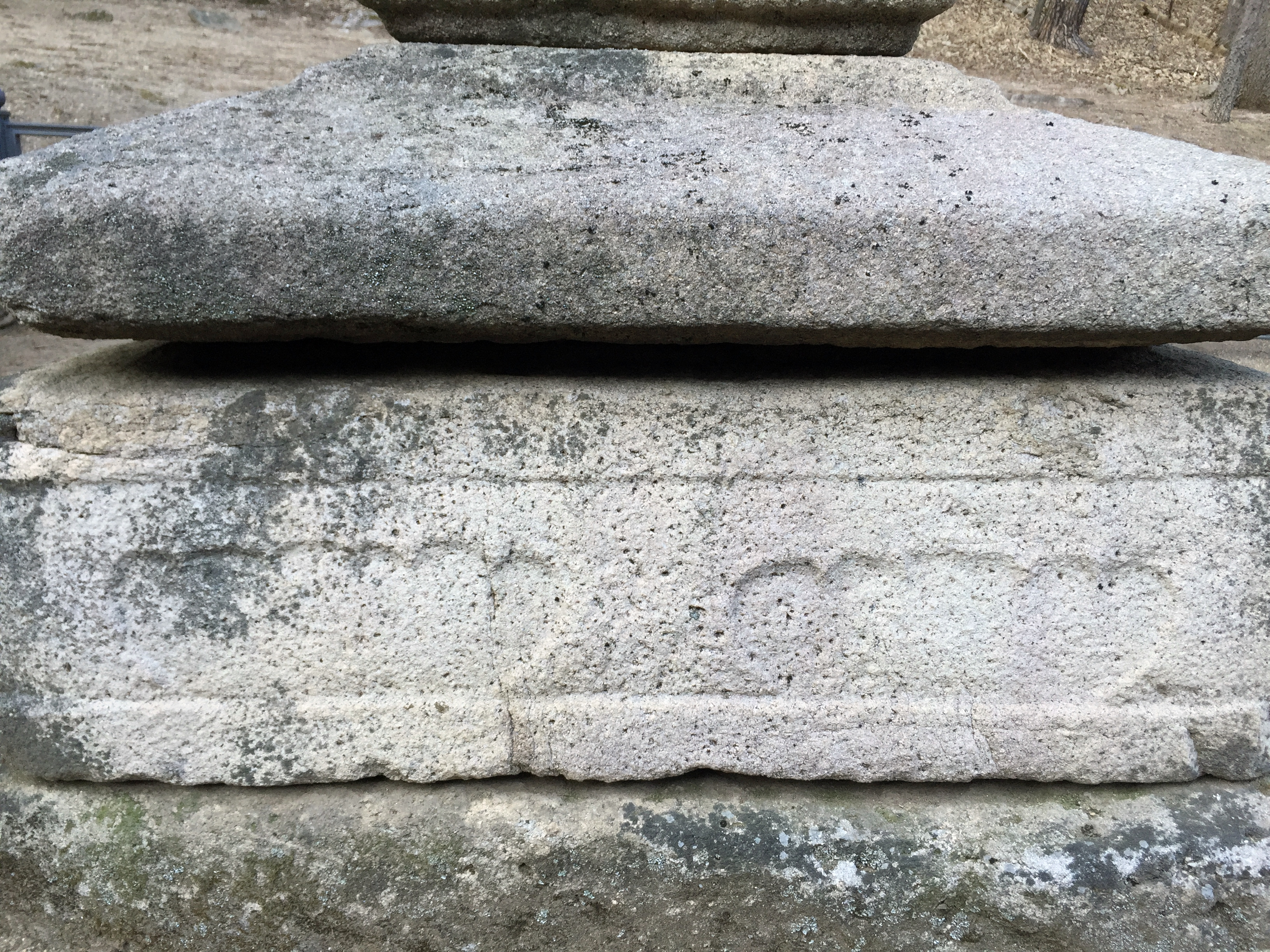
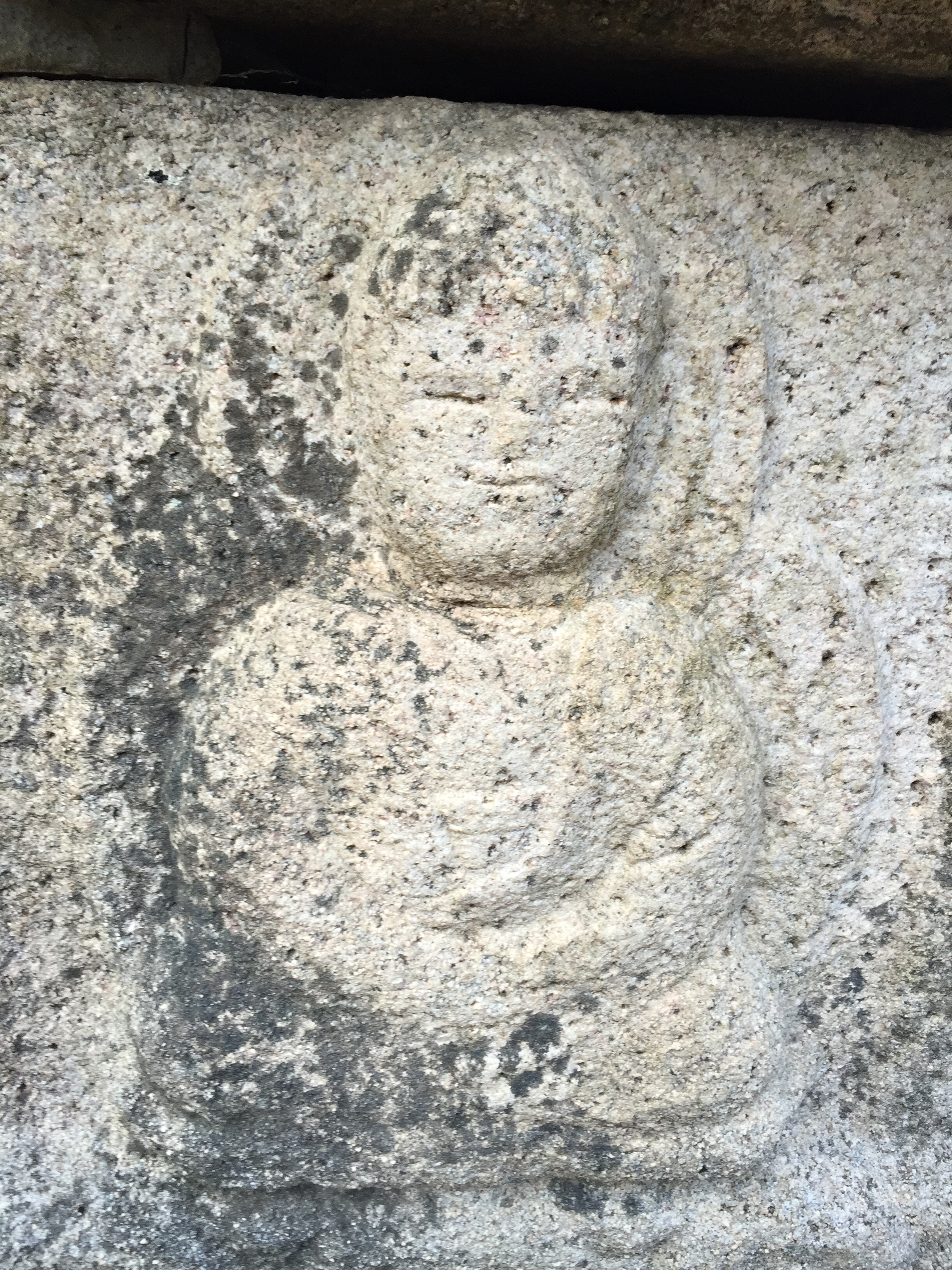